# Spielwarenmesse International Toy Fair Nürnberg

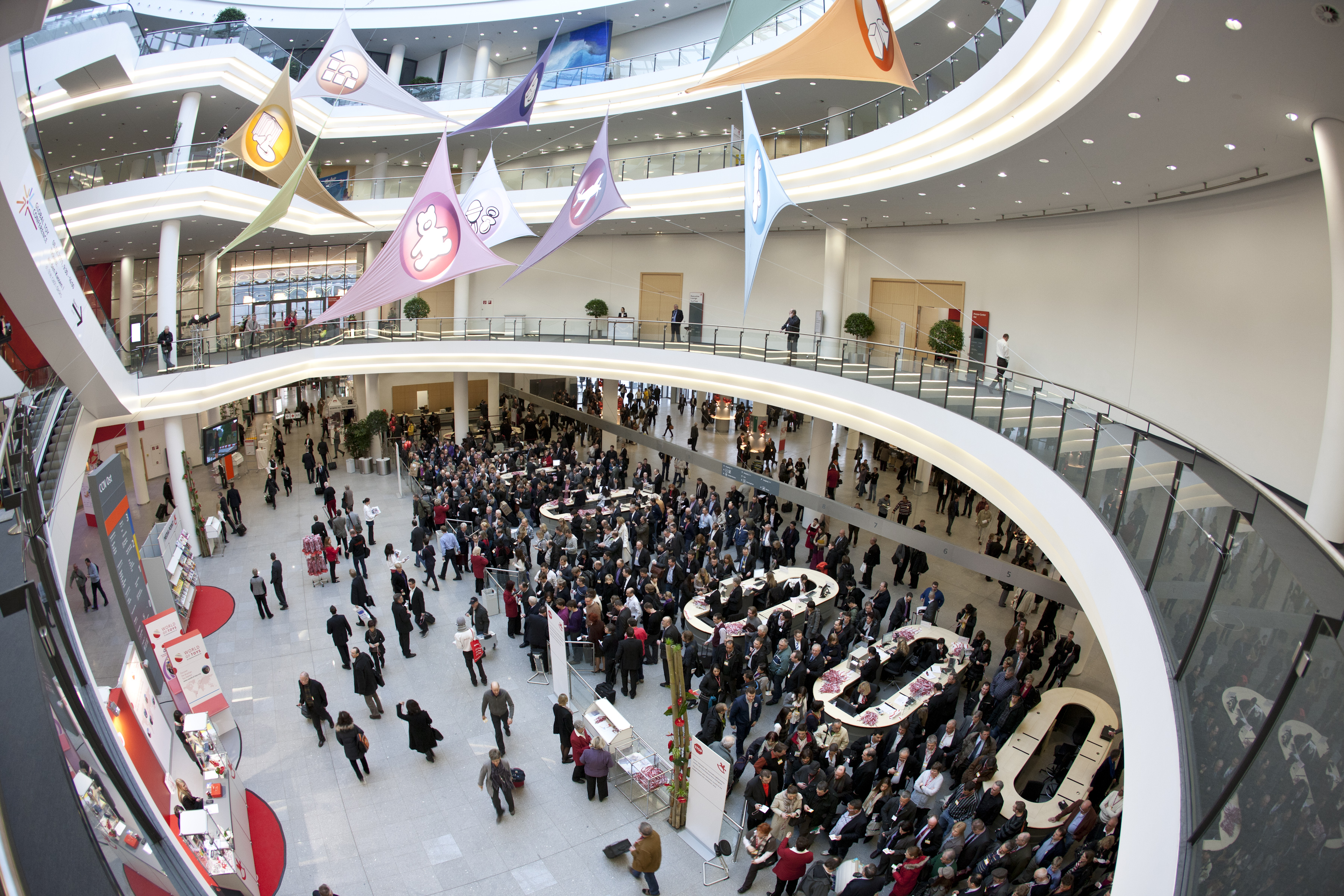
Mässan 2011

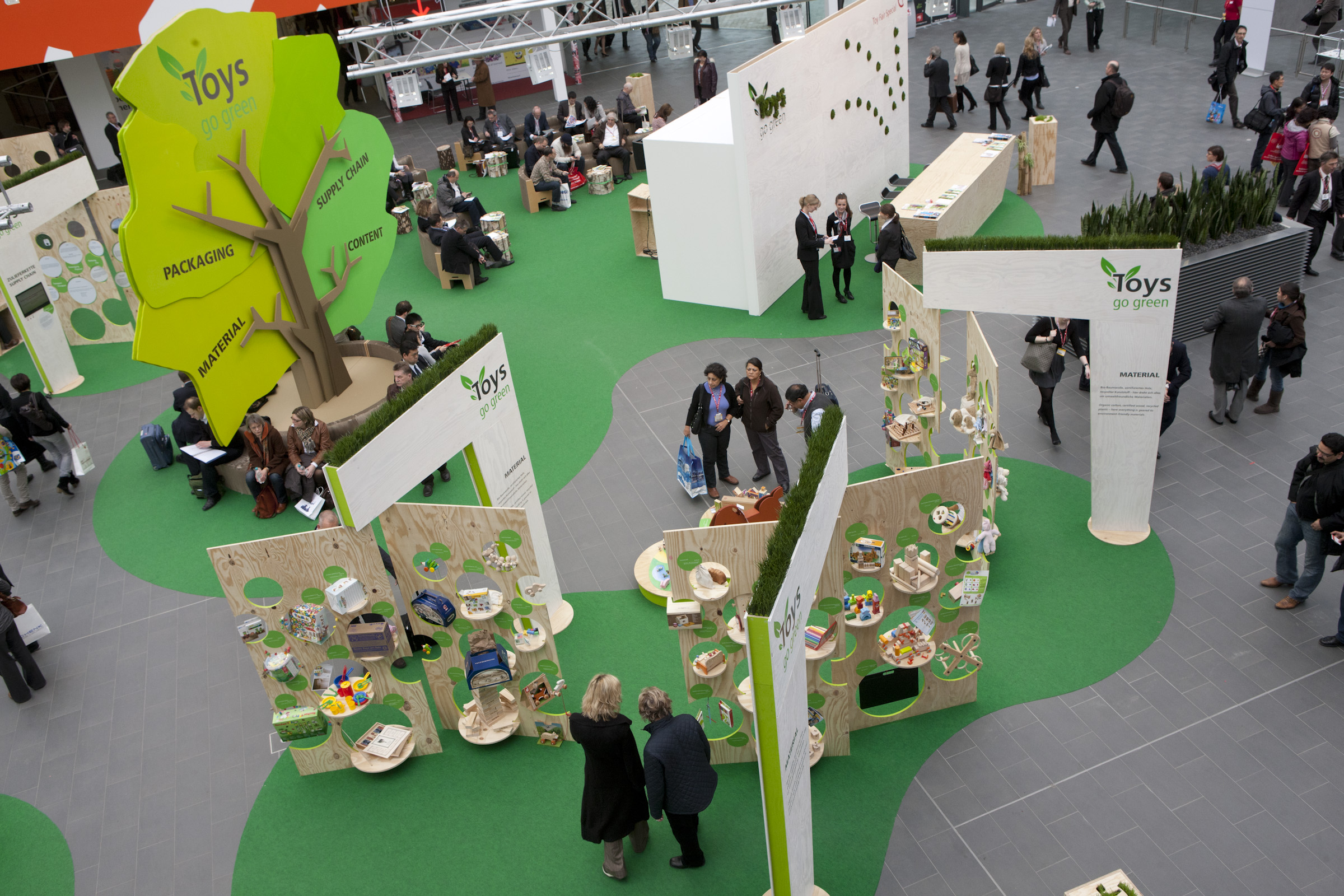
Toys go Green!

Spielwarenmesse International Toy Fair Nürnberg är världens största internationella fackmässa för leksaker och spel. Endast fackbesökare från leksaksbranschen, journalister och inbjudna gäster får besöka mässan. Runt 2700 utställare från cirka 60 länder presenterar sina nyheter på den årliga mässan som pågår i sex dagar. 2011 kom det 79 000 besökare och köpare till mässan varav 54 procent från utlandet.
Mässan arrangeras av "Spielwarenmesse eG", en marknadsförings- och fackmäss leverantör med säte i Nürnberg, Tyskland.

## Produktgrupper
Ungefär en miljon produkter presenteras på mässan varje år, cirka 70 000 av de är nya produkter. Mässan delas in i följande tolv produktgrupper (Spielwarenmesse International Toy Fair 2011):
- Modell konstruktioner, Hobby
- Modelljärnvägar och tillbehör
- Tekniska leksaker, Pedagogiska leksaker, Action Leksaker
- Dockor, Mjuka leksaker
- Spel, Böcker, Lärande och experimenterande, Multimedia
- Fest- och trendprodukter, Karneval
- Träleksaker, Hantverk, Presenter
- Konst & Hantverk, Kreativ Design
- Sport, Fritid, Utomhus
- Skolprodukter, Skrivmaterial
- Baby & Spädbarns produkter
- Multiprodukts grupp

## ToyInnovation / ToyAward
Varje år  delas det ut en Leksaks utmärkelse till produkter som utmärker sig för deras innovation, produktkoncept, kreativitet och lekidé. En jury bestående av experter från branschen utser vinnarna i fem kategorier (Spielwarenmesse International Toy Fair 2011): 
- Baby & Spädbarn
- Förskola
- Skolelev
- Tonåring & Familj
- Speciell Utmärkelse (Ämnet ändras varje år)

## Global Toy Conference
Den globala leksakskonferensen äger rum på den sista dagen av mässan. Konferensen behandlar ämnen om framtiden för leksaksindustrin, till exempel hållbarhet, leksakersäkerhet, online marknadsföring och försäljnings framgången på Internet.

## Spielwarenmesse eG
Spielwarenmesse eG är arrangör av Spielwarenmesse International Toy Fair. Mässan grundades den 11 juli 1950 under namnet "Deutsche Spielwaren-Fachmesse eGmbH" av 46 leksaksföretag. 1958 ändrades namnet till "Spielwarenmesse eGmbH" och 1973 blev namnet till slut "Spielwarenmesse eingetragene Genossenschaft". Beslutande organ är Verkställande utskott, Styrelsen och Generalförsamlingen.
2010 grundade Spielwarenmesse eG sitt helägda dotterbolag Spielwarenmesse (Shanghai) Co, Ltd ". Teamet i Shanghai är ansvariga för de kinesiska utställarna på Spielwarenmesse International Toy Fair. Runt om i världen finns det representanter som fungerar som kontaktpersoner för utställare och besökare för Spielwarenmesse eG.